# Dmitri Nabokov
Dmitri Nabokov (Berlim, 10 de maio de 1934 — Vevey, 23 de fevereiro de 2012) foi um cantor de ópera e tradutor estadunidense. Ele foi o único filho de Vladimir Nabokov e sua esposa Véra, e foi em seus últimos anos, o executor da propriedade literária de seu pai.

## Juventude e educação
Dmitri Nabokov nasceu em 10 de maio de 1934, em Berlim. Ele foi o único filho de Vladimir e Véra Slonim Nabokov. Devido à crescente repressão política e social da Alemanha Nazista e a probabilidade de que o regime poderia atingir a família (a mãe de Nabokov era judia), a família fugiu para Paris em 1937, e emigrou para Nova Iorque em 1940. Posteriormente, Nabokov foi criado na área de Boston durante os anos que seu pai tanto lecionou no Wellesley College e serviu como curador de lepidopterologia no Museu de Zoologia Comparada da Universidade Harvard. Quando seu pai conseguiu um emprego de professor na Universidade Cornell, Dmitri viveu em Ítaca.
Em 1951, Nabokov entrou na Harvard College, onde ele era um residente da Lowell House. Nabokov estudou História e Literatura. Embora ele teve uma nota alta no LSAT e foi aceito na Harvard Law School (enquanto ainda uma licenciatura), Nabokov recusou a admissão, porque ele estava à procura de uma vocação. Nabokov se formou cum laude em 1955. Ele estudou canto (baixo) por dois anos na Longy School of Music of Bard College. Nabokov, em seguida, se juntou ao Exército dos EUA como instrutor em organização militar russa e como assistente de um capelão.

## Carreira
Nabokov traduziu muitas das obras de seu pai, incluindo romances, contos, peças de teatro, poemas, palestras e cartas, em várias línguas. Uma de suas primeiras traduções, do russo para o inglês, foi Convite para uma Decapitação, sob a supervisão de seu pai. Em 1986, Dmitri publicou sua tradução de uma novela anteriormente desconhecida do público. O Encantador (Volshebnik), escrito em russo, em 1939, foi considerado "um pedaço morto" por Vladimir Nabokov e ele pensou que havia sido destruído. A novela tem algumas semelhanças com Lolita; consequentemente, (embora Dmitri não concordasse com esta avaliação) tem sido descrito como o Ur-Lolita ("A Lolita Original"), um precursor da obra mais conhecida de Nabokov.
Ele também colaborou com seu pai em uma tradução do romance de Mikhail Lérmontov, Herói do Nosso Tempo.
Em 1961 Nabokov fez sua estreia na ópera ao vencer o Concurso Internacional de Ópera de Reggio Emilia, divisão de baixo, cantando o papel de Colline em La Bohème (que também foi a estreia de seu colega de elenco Luciano Pavarotti como Rodolfo; Pavarotti venceu a competição de tenor). Entre os destaques de sua carreira operística estão as performances no Grande Teatro do Liceu, com a soprano Montserrat Caballé e o tenor Giacomo Aragall.
Em 1980, Nabokov, também um motorista de carro de corrida semi-profissional, estava dirigindo um modelo de competição Ferrari 308 GTB quando ele bateu em Chexbres em uma auto-estrada que liga Montreux e Lausanne. Ele não só sofreu queimaduras de terceiro grau em mais de 40% de seu corpo, mas fraturou o pescoço. Nabokov disse que ele morreu temporariamente: "[Sou] atraído por uma luz brilhante na extremidade do túnel clássico, mas me contive no último instante, quando penso naqueles que cuidam de mim e das coisas importantes que ainda devem fazer." Os ferimentos sofridos no acidente efetivamente encerraram sua carreira operística.
Como executor da propriedade literária de seu pai, Nabokov lutou por 30 anos para publicar o manuscrito final de seu pai, O Original de Laura. Foi publicado pela Knopf em 16 de novembro de 2009.
Em comemoração ao centenário de Vladimir Nabokov em 1999, Dmitri apareceu como seu pai em Dear Bunny, Dear Volodya, de Terry Quinn, uma leitura dramática com base nas cartas pessoais entre Nabokov e o crítico literário e social Edmund Wilson. As performances tiveram lugar em Nova Iorque, Paris, Mainz, e Ítaca.
Várias outras publicações de Dmitri Nabokov foram escritas sob um pseudônimo que ele nunca revelou.

## Vida tardia e morte
Apesar de "uma, colorida vida ativa de amor", Dmitri era solteiro ao longo da vida e não tinha filhos. Em seus últimos anos ele viveu em Palm Beach, Florida, e Montreux, Suíça. Ele morreu em Vevey, Suíça em 23 de Fevereiro de 2012.